# Emma Norsgaard Bjerg
Emma Cecilie Norsgaard Bjerg (* 26. Juli 1999 in Silkeborg als Emma Cecilie Norsgaard Jørgensen) ist eine dänische Radsportlerin, die Rennen auf der Straße und auf der Bahn bestreitet.

## Sportliche Laufbahn
2016 wurde Emma Norsgaard Bjerg als 16-Jährige dänische Meisterin im Straßenrennen der Elite. Im Jahr darauf errang sie im Juniorinnen-Bereich weitere Erfolge: Sie wurde Vize-Weltmeisterin im Straßenrennen. Im Einzelzeitfahren belegte sie Platz 16, nachdem ihr eigenes Rad von den Kommissären wenige Minuten vor Rennstart nicht genehmigt worden war und sie das Rennen auf einem von Cecilie Uttrup geliehenen Rad antreten musste. Bei den Straßeneuropameisterschaften errang sie Silber im Straßenrennen und Bronze im Einzelzeitfahren und wurde zudem nationale Junioren-Meisterin im Einzelzeitfahren. Sie fährt auch Rennen auf der Bahn.
2018 und 2019 startete Norsgaard Bjerg für das Team Cervélo Bigla, im Oktober verlängerte sie ihren Vertrag. In diesem Jahr belegte sie Rang zwei beim Chrono des Nations. 2019 wurde sie Fünfte im Zeitfahren der U23 bei den Straßeneuropameisterschaften.
2020 wechselte sie zum Movistar Team Women und wurde zum zweiten Mal dänische Straßenmeisterin. Im Einzelzeitfahren der Straßenradsport-Weltmeisterschaften 2020 in Imola belegte sie Platz sieben. 2021 gewann sie das Festival Elsy Jacobs und entschied jeweils eine Etappe der Thüringen-Rundfahrt und des Giro d’Italia Donne für sich. 2021 gewann sie die Eintagesrennen Le Samyn des Dames und Kreiz Breizh Elites Féminin. Bei der Tour de France Femmes 2023 rettete sie nach langer Flucht eine Sekunde Vorsprung ins Ziel der 6. Etappe, die sie so gewann. 2024 holte sie ihren vierten Landesmeistertitel im Einzelzeitfahren in Folge und vertrat Dänemark in der Folge zum zweiten Mal bei den Olympischen Spielen, wo sie im Einzelzeitfahren und im Straßenrennen antrat. 
Zur Saison 2025 wechselte Norsgaard Bjerg vom Movistar Team zu Lidl-Trek.
Außer im Straßenradsport probierte sich Norsgaard Bjerg gelegentlich im Gravelrennen. Sie war Teilnehmerin an den Gravel-Weltmeisterschaften 2023, dänische Meisterin 2023 und siegte 2024 in einem Rennen der UCI Gravel World Series am Blåvands Huk.

## Privates
Norsgaard Bjerg ist eine jüngere Schwester des U23-WM-Dritten im Einzelzeitfahren, Mathias Norsgaard (* 1997).
Seit 2018 ist sie mit dem dänischen Radsportler und dreifachen U23-Weltmeister Mikkel Bjerg (* 1998) liiert, und im Oktober 2021 heiratete das „dänische Starpaar“.

## Erfolge
2016
- Dänische Meisterin – Straßenrennen

2017
- Junioren-Weltmeisterschaft – Straßenrennen
- Junioren-Europameisterschaft – Straßenrennen
- Junioren-Europameisterschaft – Einzelzeitfahren
- Dänische Junioren-Meisterin – Einzelzeitfahren

2020
- eine Etappe Setmana Ciclista Valenciana
- Dänische Meisterin – Straßenrennen

2021
- Gesamtwertung, zwei Etappen, Punktewertung und Nachwuchswertung Festival Elsy Jacobs
- eine Etappe und Nachwuchswertung Internationale Thüringen-Rundfahrt der Frauen
- Dänische Meisterin – Einzelzeitfahren
- eine Etappe Giro d’Italia Donne

2022
- Le Samyn des Dames
- Dänische Meisterin – Einzelzeitfahren
- Kreiz Breizh Elites Féminin

2023
- Dänische Meisterin – Einzelzeitfahren
- eine Etappe Tour de France Femmes
- Dänische Meisterin – Gravelrennen

2024
- Dänische Meisterin – Einzelzeitfahren